# Hans-Heinz Dräger
Hans-Heinz Dräger (* 6. Dezember 1909 in Stralsund; † 9. November 1968 in Austin (Texas); vollständiger Name: Hans-Heinz Gerhard Kurt Dräger) war ein deutsch-amerikanischer Musikwissenschaftler.

## Leben und Werk
Hans-Heinz Dräger besuchte von 1920 bis 1931 die Oberrealschule in Stralsund. Von 1931 bis 1937 studierte er Musikwissenschaft an der Universität Berlin bei Friedrich Blume, Curt Sachs, Arnold Schering, Georg Schünemann und Erich Schumann. Daneben hörte er Kunstgeschichte bei Albert Erich Brinckmann und Wilhelm Pinder, Philosophie bei Max Dessoir und Nicolai Hartmann sowie Germanistik bei Herrmann. 
Nach seiner Promotion 1937 erhielt er eine Stelle als Assistent am Staatlichen Institut für Deutsche Musikforschung im Palais Creutz in Berlin. 1938 wurde er Assistent des Direktors des dortigen Berliner Musikinstrumenten-Museums. 1939 wurde er zum amtierenden Direktor des Museums berufen.
Nach dem Zweiten Weltkrieg ging er an die Universität Kiel, wo er 1946 habilitiert wurde. 1947 wurde er als Professor an die Universität Greifswald berufen, danach lehrte er bis 1949 an der Universität Rostock. Anschließend war er bis 1953 Professor an der Humboldt-Universität zu Berlin. Dann verließ er die DDR und war bis 1961 Professor an der Freien Universität Berlin. 1955 wurde er vom RIAS als Musikspezialist und Experte für Musikwissenschaft angestellt. Von September 1955 bis Mai 1956 hatte er im Rahmen des Fulbright-Programms eine Gastprofessur an der Stanford University. 1961 übernahm er eine Gastprofessur an der Universität University of Texas in Austin. Dort übernahm er 1963 den Lehrstuhl für systematische Musikwissenschaft. 
1966 erhielt Hans-Heinz Draeger die Staatsbürgerschaft der Vereinigten Staaten. Er war Vorsitzender der Texanischen Abteilung der American Musicological Society.
Drägers Hauptthema war die Beschreibung und Klassifizierung von Musikinstrumenten. Hierfür entwickelte er in seiner Habilitationsschrift ein Tabellenwerk, in das alle Musikinstrumente nach einer gleichbleibenden Fragefolge einsortiert werden sollten.

## Veröffentlichungen (Auswahl)
- Die Entwicklung des Streichbogens und seine Anwendung in Europa. (Promotion) Bärenreiter, Kassel 1937
- Artikel Amati, Blasinstrumentenbau, Bogen, Buhle, Casals, Dräger, Drehleier, Dynamik, Fidel, Gagliano Familie, Gasparo da Salò, Geige, Familie Grancino, Groblicz, Hackbrett, Instrumentenkunde, Janko, Kontrabaß, Mersenne, Monochord, Musette, Musik-Ästhetik A, Psalterium A und Tourte in: Friedrich Blume (Hrsg.): Die Musik in Geschichte und Gegenwart. Bärenreiter, Kassel 1949–1966
- Prinzip einer Systematik der Musikinstrumente. (Habilitation) Bärenreiter, Kassel 1948